# ماروپیتانت
ماروپیتانت (انگلیسی: Maropitant) یک آنتاگونیست گیرنده نوروکینین-1 (NK1) است که برای درمان بیماری حرکت و استفراغ در حیوانات خانگی ایجاد شده است. در سال ۲۰۰۷ توسط FDA برای استفاده در سگ‌ها و در سال ۲۰۱۲ برای گربه‌ها تأیید شد.